# Orimarga (Orimarga) andina
Orimarga (Orimarga) andina is een tweevleugelige uit de familie steltmuggen (Limoniidae). De soort komt voor in het Neotropisch gebied.